# John Giles Milhaven
John Giles Milhaven (* 1. September 1927 in New York City; † 8. August 2004 in Providence) war ein US-amerikanischer römisch-katholischer Theologe.

## Leben
Milhaven besuchte in New York die Pfarrschule von St. Andrew Avellino und die Fordham Preparatory School, wo er 1944 das High School Diploma bekam. Anschließend trat er in den Orden der Jesuiten ein und studierte römisch-katholische Theologie. 1956 wurde er zum Priester geweiht. 1962 promovierte er an der Universität München bei Helmut Kuhn über den Aufstieg der Seele bei Albinus. Später verließ er den Jesuitenorden und heiratete 1970 Anne Milhaven, mit der er eine Tochter hat.
Milhaven unterrichtete in den 1960er Jahren an der Fordham University, an der Georgetown University und am Woodstock College. Als Hochschullehrer lehrte er von 1970 bis 1998 an der Brown University in Providence. 1984 unterzeichnete er die Kampagne A Catholic Statement on Pluralism and Abortion, die in der Zeitung New York Times erschien.

## Werke (Auswahl)
- Toward a new Catholic morality; Garden City, N.Y., Doubleday, 1970
- Good anger, Kansas City, MO : Sheed & Ward, 1989
- Hadewijch and her sisters : other ways of loving and knowing, Albany: State University of New York Press, 1993
- Der Aufstieg der Seele bei Albinus, München, Offset- und Fotodruck W. & I.M. Salzer, 1962